# Stephenson 2-18
Stephenson 2-18 (St2-18), també coneguda com Stephenson 2 DFK 1 o RSGC2-18, és un estrella supergegant vermella situada a la constel·lació de l'Escut, Scutum. Situada prop del cúmul obert Stephenson 2, a uns 6.000 parsecs (20.000 anys llum) de la Terra, i se suposa que pertany a un grup d'estels a una distància similar. Es troba entre les estrelles més grans conegudes i és una de les supergegants vermelles més lluminosa, amb un radi estimat al voltant de 2.150 vegades radis solars), que correspon a un volum al voltant de 10.000 milions de vegades major que el Sol. Si es col·locàs al centre del sistema solar, la seva fotosfera arribaria fins l'òrbita de Saturn.

## Historial d'observació

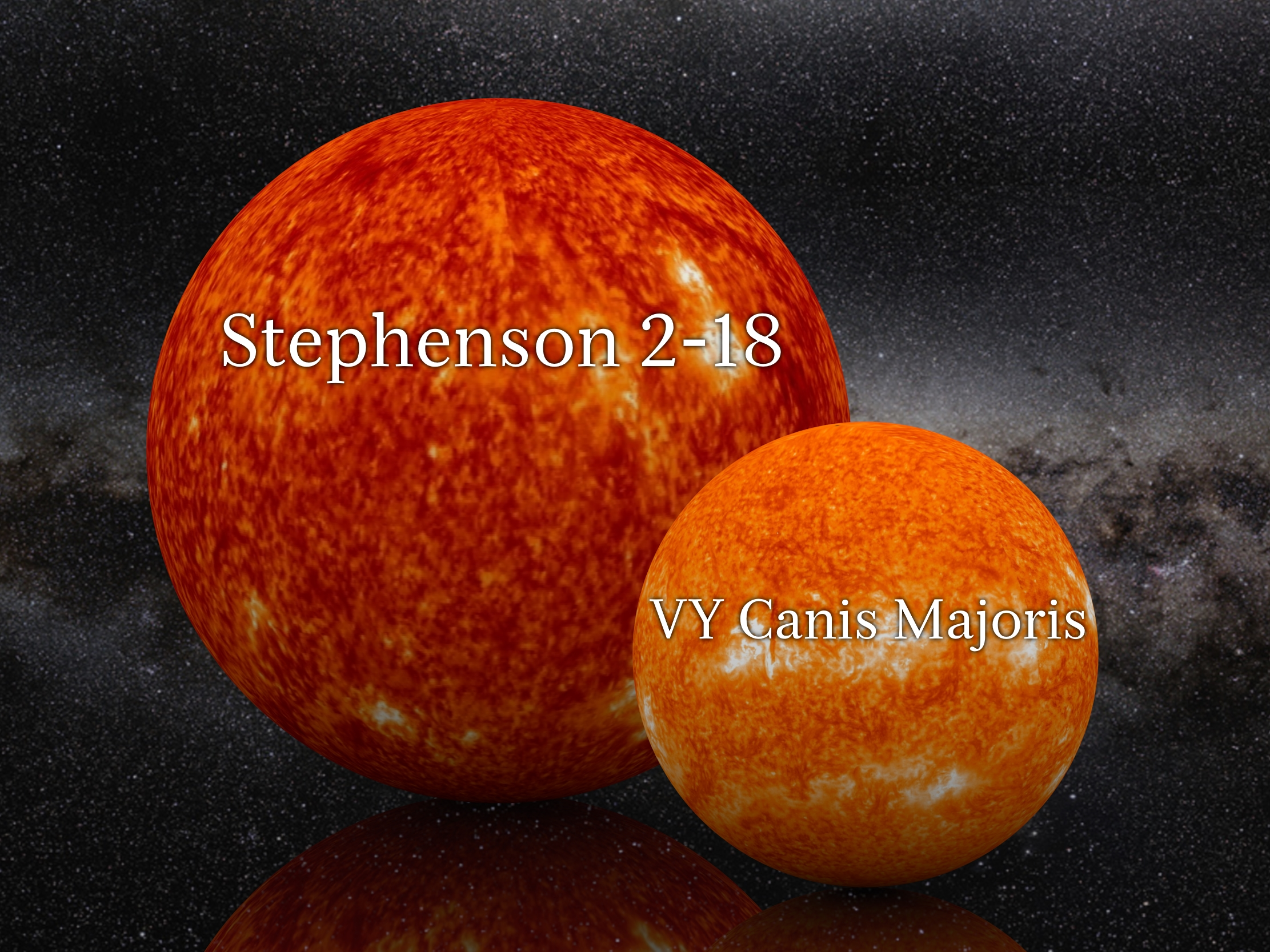
Comparació d'Stephenson 2-18 i VY Canis Majoris.

El cúmul obert Stephenson 2 va ser descobert per l'astrònom nord-americà Charles Bruce Stephenson el 1990 amb les dades obtingudes per un estudi d'infraroig profund. El cúmul també es coneix com RSGC2, un de diversos cúmuls oberts massius a l'Scutum, cadascun dels quals conté múltiples supergegants vermelles.
L'estel més brillant a la regió del cúmul va rebre l'identificador 1 en la primera anàlisi de les propietats dels membres del cúmul. No obstant això, no es va considerar membre d'Stephenson 2 a causa de la seva posició perifèrica, lluentor anormalment alta i moviment propi lleugerament atípic. En un estudi posterior, al mateix estel se li va designar el número 18 i se li va assignar a un grup perifèric d'estels anomenat Stephenson 2 SW, que se suposava que estava a una distància similar del cúmul central. La designació St2-18 (abreviatura de Stephenson 2-18) s'usa sovint per a l'estel, seguint la numeració de Deguchi (2010). Per reduir la confusió d'usar el mateix nombre per a diferents estels i diferents nombres per al mateix estel, les designacions de Davis (2007) sovint reben un prefix de DFK o D,[3] per exemple Stephenson 2 DFK 1.

## Propietats físiques
St 2-18 mostra els trets i propietats d'una supergegant vermella extrema d'alta lluminositat, amb un tipus espectral tardà de M6, que és inusual per a una estrela supergegant. Això la col·loca en la cantonada superior dreta del diagrama de Hertzsprung-Russell. St 2-18 està prop del límit de la lluminositat que es pot obtenir d'una supergegant vermella.
Un càlcul per trobar la lluminositat bolomètrica ajustant la distribució espectral d'energia (SED per les seves sigles en anglès) li dona a l'estel una lluminositat de gairebé 440.000 voltes la del Sol, amb una temperatura efectiva de 3.200 K, que correspon a un radi molt gran de 2.150 radis solars (1.50×10⁹ km; 10.0 ua; 930.000.000 milles), que seria considerablement més gran i més lluminosa que els models teòrics de les supergegants vermelles més grans i lluminoses possibles (aproximadament 1,500 radis solars i 320.000 voltes la lluminositat solar respectivament). Un càlcul alternatiu però més antic de 2010, encara assumint la pertinença al clúster Stephenson 2 en 5.5 kpc però basat en fluxes de 12 i 25 µm, dona una lluminositat molt més baixa i relativament modesta de 90.000 voltes la lluminositat solar. Un càlcul més recent, basat en la integració de SED i assumint una distància de 5.8 kpc, dona una lluminositat bolomètrica de 630.000 voltes la lluminositat solar encara que els autors dubten que l'estel siga realment un membre del cúmul i es trobe a aquesta distància.